# 하산 블라심
하산 블라심(핀란드어: Hassan Blasim, 1973년~)은 핀란드의 영화 감독, 소설가이다. 
이라크 바그다드에서 태어나 영상 제작자로 일했다. 그러나 쿠르드족에 대한 강제 이주를 다룬 영상을 촬영한 이유로 정부의 탄압을 받았으며 박해 끝에 2004년에 핀란드로 망명했다. 이후 핀란드에서 영화 감독으로 활동했으며 동시에 아랍어로 문학 작품을 발표했다. 2016년에 핀란드 국적을 취득했다.

## 작품 목록

### 영화
- 《상처받은 카메라》(2006)

### 문학
- 《이라크의 그리스도》(2013)